# 発話
発話（はつわ、英語: utterance）とは、言語を音声として発すること。またその結果として発せられた音声のこと。
発話は認識の表出・出現である。
「あなた」と「わたし」、「行く」「止まる」など自己の意識を確認するのも発話である。